# مارتينا أندرسون
مارتينا أندرسون (بالإنجليزية: Martina Anderson)‏ (و. 1962  م) هي سياسية من المملكة المتحدة، وأيرلندا الشمالية، ولدت في ديري، هي عضوةٌ شين فين، هي عضوةٌ في الجيش الجمهوري الأيرلندي.

## مناصب
تولت منصب عضو في البرلمان الأوروبي (منذ 1 يوليو 2014)
- عضو في البرلمان الأوروبي (12 يونيو 2012–30 يونيو 2014)[6][7]
- Junior Minister (Northern Ireland) [الإنجليزية]‏، Executive Office (Northern Ireland) [الإنجليزية]‏ (16 مايو 2011–11 يونيو 2012)
- عضو الجمعية التشريعية الرابعة لأيرلندا الشمالية ‏ (6 مايو 2011–13 يونيو 2012)[8]
- عضو الجمعية التشريعية الثالثة لأيرلندا الشمالية (9 مارس 2007–24 مارس 2011).[8]